# Gran Premio di Cina 2025
Il Gran Premio di Cina 2025 è stata la seconda prova della stagione 2025 del campionato mondiale di Formula 1. La gara si è tenuta domenica 23 marzo sul circuito di Shanghai ed è stata vinta dall'australiano Oscar Piastri su McLaren-Mercedes, al terzo successo in carriera; Piastri ha preceduto all'arrivo il compagno di squadra, il britannico Lando Norris, e il connazionale George Russell su Mercedes.
All'intero weekend di gara hanno assistito 220 000 spettatori, per il secondo Gran Premio di Cina con il più alto numero di presenze dopo l'edizione del 2005 con 270 000 spettatori.

## Vigilia

### Aspetti tecnici
Per questo Gran Premio la Pirelli, fornitore unico degli pneumatici, offre la scelta tra gomme di mescola C2, C3 e C4, la seconda tipologia di mescole più dure dell'intera gamma di coperture messe a disposizione dall'azienda italiana. Viene stabilita la stessa tipologia di pneumatici dell'edizione precedente e del 2019.
Le mescole C3 e C4 sono state utilizzate nel precedente Gran Premio d'Australia, mentre la C2 è stata utilizzata in maniera estensiva durante i tre giorni di test al Bahrain International Circuit alla fine di febbraio. Rispetto al 2024, tutte le mescole sono nuove e, in particolare, la C2 risulta essere più morbida e, quindi, più vicina alla C3 rispetto al passato.
Dopo che il precedente appuntamento a Melbourne ha segnato l'entrata in vigore di nuovi test di flessibilità, interessando nel dettaglio la beam wing, per questo evento viene introdotto un test più severo sull'ala posteriore superiore. Se vengono applicati 75 kg di carico verticale a una delle estremità del piano principale dell'ala posteriore, la distanza tra il piano principale e il flap è ridotta a 0,5 mm, con una tolleranza di 0,25 mm.
La Federazione conferma le due tradizionali zone del Drag Reduction System in uso dall'edizione 2013 della gara quando l'organo mondiale dell'automobilismo decise di aumentare sul circuito di Shanghai a due i tratti in cui utilizzare il dispositivo mobile. I piloti possono attivare il DRS sul rettilineo tra le curve 13 e 14, con punto per la determinazione del distacco fra piloti posto alla curva 12, e sul rettilineo principale dei box, la seconda zona introdotta in seguito, con detection point posto prima della curva 16. Rispetto al 2024, la zona DRS stabilita tra le curve 13 e 14 viene estesa di 75 metri.
La pista è stata completamente riasfaltata rispetto all'ultima edizione. La scorsa estate sul tracciato e nella pit lane è stato steso un nuovo manto stradale che è stato utilizzato solamente poche volte nella parte finale del 2024, e risulta più liscio rispetto al precedente. Tutti i pannelli laterali luminosi sono ora posizionati ad un'altezza minima di due metri e mezzo. Nell'apice delle curve 2, 6, 10, 11 e 16 è stato installato un cordolo aggiuntivo rialzato. La linea bianca è stata allargata all'uscita delle curve 10 e 16. Nelle curve 6, 9, 10, 14 e 16 è stata aggiunta una linea blu dietro quella bianca. Nuove postazioni dei commissari di percorso sono state aggiunte lungo il tracciato.
A causa dei ritardi nello spostamento dei materiali da parte del fornitore di pneumatici Pirelli, per la giornata del mercoledì la Federazione concede alle squadre una deroga al regolamento, valida esclusivamente per questo evento, grazie alla quale il coprifuoco viene ridotto di cinque ore e mezzo per un massimo di sei membri del personale operativo, al fine di consentire ai team la preparazione degli pneumatici. Nella nottata del mercoledì McLaren, Red Bull Racing, Mercedes e Aston Martin rompono il coprifuoco per consentire ai meccanici le operazioni da completare sulle vetture. Tutte e quattro le squadre non ricevono sanzioni in quanto è la prima di quattro operazioni concesse per la durata del campionato secondo il regolamento sportivo. Tenuto conto che l'operazione era dovuta a circostanze al di fuori del controllo dei team, essi non sono tenuti a utilizzare una delle quattro esenzioni individuali consentite durante la stagione, secondo decisione dei commissari sportivi.
La Federazione rende noto che al termine della gara del precedente Gran Premio d'Australia, tra le prime dieci vetture classificate è stata sorteggiata la Mercedes di George Russell per le verifiche tecniche. Le ispezioni hanno riguardato il gruppo pedale dell'acceleratore, compresi tutti i sensori collegati, la loro identificazione, il loro stato di omologazione, la registrazione dei dati dei segnali, le calibrazioni e la mappa di modellazione. Tutti gli elementi ispezionati sono risultati essere conformi al regolamento tecnico.
Prima della Sprint, la Pirelli decide di aumentare di 1 psi la pressione minima a cui gli pneumatici devono essere gonfiati; il provvedimento riguarda sia le gomme anteriori che quelle posteriori ed è imposto su tutte le tipologie di pneumatici, sia da asciutto che da bagnato.

### Aspetti sportivi
Il Gran Premio rappresenta il secondo appuntamento della stagione a distanza di una settimana dalla prima prova col Gran Premio d'Australia. Per la prima volta in stagione, il calendario prevede una prova a distanza di una settimana dall'altra. Dopo l'unico appuntamento del calendario in Oceania, il mondiale disputa la prima prova in Asia. Il Gran Premio di Cina è la seconda e ultima prova calendarizzata a marzo, nonché la prima volta che la corsa ha luogo in questo mese. È la prima prova del mondiale su pista permanente. Il contratto per l'inserimento della gara nel calendario mondiale, sempre sul circuito di Shanghai, è stato rinnovato nel mese di dicembre 2024 fino alla stagione 2030. Sponsor del Gran Premio è l'azienda olandese produttrice di birra Heineken, come avvenuto dal 2017 al 2019.
Il Gran Premio di Cina vede la disputa della diciottesima edizione. Tutte le edizioni sono valide per il campionato mondiale di Formula 1, con la prima corsa disputatasi nel 2004. L'evento ha sempre avuto luogo sul circuito di Shanghai, con l'eccezione del periodo 2020-2023 in cui la gara non è stata disputata alla luce delle problematiche dettate dalla pandemia di COVID-19.
L'appuntamento viene scelto, per la seconda stagione consecutiva, come il primo evento, su sei in programma per questo campionato, dove il weekend di gara è caratterizzato dalla disputa della Sprint, una gara di 100 km con scelta libera a livello di mescole di gomme e senza necessità di effettuare pit stop, il cui risultato attribuisce punti validi per la classifica piloti e costruttori ai primi otto classificati, nell'ordine 8, 7, 6, 5, 4, 3, 2 e 1 punto. È la diciannovesima Sprint nella storia del campionato mondiale di Formula 1, dal debutto nella stagione 2021. Per questa stagione, è stato confermato il formato del weekend del Gran Premio adottato nello scorso campionato. Il programma prevede nella giornata di venerdì la disputa dell'unica sessione di prove libere del weekend, seguita dalla Qualifica Sprint, composta dalla SQ1 di 12 minuti, SQ2 di 10 e SQ3 di 8, e che determina la griglia di partenza della Sprint; nei primi due segmenti della qualifica per la gara breve è obbligatorio l'uso della mescola media, mentre nell’ultimo di quella morbida. La Sprint ha luogo nella giornata del sabato, ed è contraddistinta da una distanza di 19 giri per questo appuntamento, ed è seguita dalle qualifiche per la gara domenicale, che si tengono nel pomeriggio.
Dopo la prima gara del campionato, il britannico Lando Norris della McLaren conduce la classifica piloti con 25 punti, 7 davanti all'olandese Max Verstappen della Red Bull Racing, secondo, e 10 di margine dal connazionale George Russell della Mercedes, terzo. In classifica costruttori, McLaren e Mercedes comandano la graduatoria con 27 punti a testa, e con la Red Bull Racing terza a 18 punti. Il britannico Oliver Bearman della Haas, l'italiano Andrea Kimi Antonelli della Mercedes, il brasiliano Gabriel Bortoleto della Sauber, il neozelandese Liam Lawson della Red Bull Racing e il francese Isack Hadjar della Racing Bulls corrono per la prima volta sul circuito di Shanghai. La Ferrari disputa il 1 100 Gran Premio in Formula 1.
L'ex pilota di Formula 1 Pedro Lamy è nominato commissario aggiunto. Il portoghese ricopre questo ruolo per la prima volta. Per questo appuntamento, in cui la Federazione prevede elevati carichi di lavoro, in base a quanto previsto dal nuovo regolamento, l'organo mondiale dell'automobilismo nomina quattro commissari sportivi, invece dei tradizionali tre, ai quali si aggiunge il commissario nominato dalla Federazione nazionale del luogo in cui si svolge l'evento. È la casa automobilistica tedesca Mercedes a fornire la safety car e la medical car.

## Prove

### Resoconto
Prima dell'inizio della sessione di prove libere, sulla vettura di Yūki Tsunoda è stata installata la seconda unità relativa al motore a combustione interna, al turbocompressore, all'MGU-H, all'MGU-K e all'impianto di scarico. Il pilota giapponese della Racing Bulls non è penalizzato sulla griglia di partenza in quanto i nuovi componenti installati rientrano tra quelli utilizzabili nel numero massimo stabilito dal regolamento tecnico.

### Risultati
Nella sessione di prove libere si è avuta questa situazione:
| Pos | Nº | Pilota          | Costruttore      | Tempo    | Gap    | Giri |
| --- | -- | --------------- | ---------------- | -------- | ------ | ---- |
| 1   | 4  | Lando Norris    | McLaren-Mercedes | 1'31"504 |        | 23   |
| 2   | 16 | Charles Leclerc | Ferrari          | 1'31"958 | +0"454 | 21   |
| 3   | 81 | Oscar Piastri   | McLaren-Mercedes | 1'32"153 | +0"649 | 24   |

## Qualifica Sprint

### Resoconto
Lewis Hamilton conquista la seconda pole position valevole per la Sprint in carriera. Per il britannico è la prima partenza al palo in qualsiasi formato delle qualifiche da pilota della Ferrari. Egli eguaglia Oscar Piastri per numero di pole position nella Qualifica Sprint, al terzo posto generale su diciannove sessioni fin qui disputate, dopo l'introduzione nella stagione 2021. Hamilton è il secondo pilota diverso a partire davanti a tutti nella gara breve in altrettante Qualifiche Sprint disputate nel Gran Premio di Cina, nonché il secondo britannico consecutivo dopo Lando Norris nel Gran Premio del Qatar, oltre a essere il secondo alla guida della Ferrari dopo Charles Leclerc nel Gran Premio d'Azerbaigian 2023. 
Per la Ferrari è la seconda partenza in prima posizione nella Qualifica Sprint, ed eguaglia la Mercedes al terzo posto di sempre. L'ultima prima fila a figurare Hamilton e Verstappen risale al Gran Premio d'Ungheria 2023, con posizione invertite rispetto al Gran Premio di Abu Dhabi 2021. Il tempo della pole position per la Sprint di Hamilton in 1'30"849 rappresenta il rilievo cronometrico più rapido sul circuito di Shanghai, alla media di 216,002 km/h. Il precedente primato apparteneva a Sebastian Vettel che registrò un tempo di 1'31"095 durante le qualifiche dell'edizione 2018, alla media di 215,419 km/h.
Sono stati cancellati nove tempi dai commissari sportivi ai piloti per non aver rispettato i limiti della pista, durante la Qualifica Sprint. Si sono visti cancellare il tempo tre volte Gabriel Bortoleto (curva 2 e 1), due volte Alexander Albon (curva 2 e 1), una volta Nico Hülkenberg (curva 1), Liam Lawson (curva 9), Jack Doohan (curva 1) e Lando Norris (curva 14).
Sei piloti non ricevono sanzioni da parte dei commissari sportivi, per non aver rispettato le istruzioni stabilite dalla direzione gara. Essi hanno superato il tempo limite di un minuto e cinquantaquattro secondi valevole tra la seconda linea della safety car e la prima di essa. Stroll nel corso del secondo e quinto giro in SQ1, Oscar Piastri nel corso del quinto giro in SQ1 e nel corso del dodicesimo in SQ3, Yūki Tsunoda nel corso del quarto giro in SQ1, Esteban Ocon nel corso del quinto in SQ1, Lawson nel corso del sesto in SQ1 e Andrea Kimi Antonelli nel corso del diciottesimo in SQ3.
Al termine della Qualifica Sprint, Charles Leclerc e Lance Stroll vengono convocati da parte dei commissari per aver superato il tempo limite di un minuto e cinquantaquattro secondi valevole tra la seconda linea della safety car e la prima di essa. Entrambi i piloti non ricevono sanzioni.
La Williams non fornisce alla Federazione le immagini delle telecamere delle ali anteriori e posteriori entro i 60 minuti dalla conclusione della sessione di prove libere. La scuderia britannica viene convocata dai commissari sportivi nella giornata del sabato. La Williams viene sanzionata con 50 000 euro, di cui 40 000 sospesi fino al 31 dicembre 2025 a condizione che la squadra non commetta una simile infrazione.
Sulla vettura di Jack Doohan è stata installata la seconda unità relativa al motore a combustione interna, al turbocompressore, all'MGU-H, all'MGU-K e all'impianto di scarico. Il pilota australiano dell'Alpine non è penalizzato sulla griglia di partenza in quanto i nuovi componenti installati rientrano tra quelli utilizzabili nel numero massimo stabilito dal regolamento tecnico.
La riunione dei piloti, prevista un'ora e mezza dopo la disputa della Qualifica Sprint, viene cancellata.

### Risultati
Nella sessione della Qualifica Sprint si è avuta questa situazione:
| Pos                         | Nº | Pilota                | Costruttore                  | SQ1      | SQ2         | SQ3      | Griglia |
| --------------------------- | -- | --------------------- | ---------------------------- | -------- | ----------- | -------- | ------- |
| 1                           | 44 | Lewis Hamilton        | Ferrari                      | 1'31"212 | 1'31"384    | 1'30"849 | 1       |
| 2                           | 1  | Max Verstappen        | Red Bull Racing-Honda RBPT   | 1'31"916 | 1'31"521    | 1'30"867 | 2       |
| 3                           | 81 | Oscar Piastri         | McLaren-Mercedes             | 1'31"723 | 1'31"362    | 1'30"929 | 3       |
| 4                           | 16 | Charles Leclerc       | Ferrari                      | 1'31"518 | 1'31"561    | 1'31"057 | 4       |
| 5                           | 63 | George Russell        | Mercedes                     | 1'31"952 | 1'31"346    | 1'31"169 | 5       |
| 6                           | 4  | Lando Norris          | McLaren-Mercedes             | 1'31"396 | 1'31"174    | 1'31"393 | 6       |
| 7                           | 12 | Andrea Kimi Antonelli | Mercedes                     | 1'31"999 | 1'31"475    | 1'31"738 | 7       |
| 8                           | 22 | Yūki Tsunoda          | Racing Bulls-Honda RBPT      | 1'32"316 | 1'31"794    | 1'31"773 | 8       |
| 9                           | 23 | Alexander Albon       | Williams-Mercedes            | 1'32"462 | 1'31"539    | 1'31"852 | 9       |
| 10                          | 18 | Lance Stroll          | Aston Martin Aramco-Mercedes | 1'32"327 | 1'31"742    | 1'31"982 | 10      |
| 11                          | 14 | Fernando Alonso       | Aston Martin Aramco-Mercedes | 1'32"121 | 1'31"815    | N.D.     | 11      |
| 12                          | 87 | Oliver Bearman        | Haas-Ferrari                 | 1'32"269 | 1'31"978    | N.D.     | 12      |
| 13                          | 55 | Carlos Sainz Jr.      | Williams-Mercedes            | 1'32"457 | 1'32"325    | N.D.     | 13      |
| 14                          | 5  | Gabriel Bortoleto     | Kick Sauber-Ferrari          | 1'32"539 | 1'32"564    | N.D.     | 14      |
| 15                          | 6  | Isack Hadjar          | Racing Bulls-Honda RBPT      | 1'32"171 | senza tempo | N.D.     | 15      |
| 16                          | 7  | Jack Doohan           | Alpine-Renault               | 1'32"575 | N.D.        | N.D.     | 16      |
| 17                          | 10 | Pierre Gasly          | Alpine-Renault               | 1'32"640 | N.D.        | N.D.     | 17      |
| 18                          | 31 | Esteban Ocon          | Haas-Ferrari                 | 1'32"651 | N.D.        | N.D.     | 18      |
| 19                          | 27 | Nico Hülkenberg       | Kick Sauber-Ferrari          | 1'32"675 | N.D.        | N.D.     | PL      |
| 20                          | 30 | Liam Lawson           | Red Bull Racing-Honda RBPT   | 1'32"729 | N.D.        | N.D.     | 19      |
| Tempo limite 107%: 1'37"596 |    |                       |                              |          |             |          |         |

In grassetto sono indicate le migliori prestazioni in SQ1, SQ2 e SQ3.

## Sprint

### Resoconto
Prima della Sprint, la vettura di Nico Hülkenberg viene modificata sotto il regime di parco chiuso. Il tedesco della Sauber, qualificatosi in diciannovesima posizione, prende il via dalla pit lane.
Al via Lewis Hamilton mantiene la prima posizione davanti a Max Verstappen. Charles Leclerc prova a passare Oscar Piastri in curva 3, ma l'australiano riesce a conservare il suo terzo posto. George Russell duella con Lando Norris nelle prime curve, riuscendo alla fine a mantenere la quinta posizione davanti al connazionale della McLaren. Parte bene anche Yūki Tsunoda, che supera subito Andrea Kimi Antonelli, e si mette settimo. Nel corso del primo giro, Norris va lungo alla curva 6, dopo aver toccato l'erba in fase di frenata, e viene passato da Tsunoda, Antonelli e Lance Stroll, finendo così in nona posizione. Sempre durante la prima tornata, Russell sorpassa Leclerc alla curva 14 e si prende il quarto posto.
Nei primi giri Hamilton riesce a mantenere un vantaggio pressoché costante su Verstappen di poco superiore a un secondo, tenendo così l'olandese fuori dalla zona DRS. Anche Piastri rimane ad un distacco di circa un secondo dal pilota della Red Bull Racing. Nel corso del settimo giro, tuttavia, Verstappen riesce ad entrare in zona DRS con Hamilton ed avvicinarsi molto al pilota della Ferrari. Il tentativo dell'olandese si esaurisce però in un paio di giri, perché comporta un elevato consumo dei suoi pneumatici, che lo costringe a rallentare e favorisce il ritorno di Piastri.
Con il passare dei giri, Hamilton consolida la sua prima posizione, distaccando la coppia di piloti che lo inseguono. Nel corso del quindicesimo giro Piastri supera Verstappen alla curva 14 e si prende la seconda posizione. Durante il diciassettesimo giro Norris supera Stroll e si mette all'ottavo posto, entrando così in zona punti. Negli ultimi sei giri Leclerc, che ha gestito meglio le sue gomme, recupera tre secondi a Russell e prova ad insidiare il pilota della Mercedes, ma non riesce a sorpassarlo.
Lewis Hamilton vince la prima Sprint in carriera dopo l'introduzione della gara breve nella stagione 2021, su diciannove gare veloci fin qui corse nella storia del mondiale. Il britannico è il settimo pilota diverso a vincere la Sprint, il terzo di questa nazionalità dopo George Russell e Lando Norris, oltre a essere il secondo differente su altrettante gare veloci nel Gran Premio di Cina, dopo Max Verstappen. Per la Ferrari è il primo successo nella Sprint, e diventa il quarto costruttore di sempre a trionfare nella gara rapida dopo Red Bull Racing, Mercedes e McLaren.
Sono stati cancellati due tempi dai commissari sportivi ai piloti per non aver rispettato i limiti della pista, durante la Sprint. Si sono visti cancellare il tempo Andrea Kimi Antonelli (curva 6) e Jack Doohan (curva 14).
Al termine della Sprint, Jack Doohan e Gabriel Bortoleto vengono convocati dai commissari sportivi per via di una collisione tra i due piloti alla curva 14. Doohan viene penalizzato di dieci secondi sul tempo della Sprint e di due punti sulla superlicenza. La penalità non ha effetto pratico in quanto l'australiano è classificato ultimo. Il neozelandese Liam Lawson della Red Bull Racing non riceve sanzioni per una collisione con Doohan alla curva 14.

### Risultati
Nella sessione della Sprint si è avuta questa situazione:
| Pos | Nº | Pilota                | Costruttore                  | Giri | Tempo/Ritiro | Griglia | Punti |
| --- | -- | --------------------- | ---------------------------- | ---- | ------------ | ------- | ----- |
| 1   | 44 | Lewis Hamilton        | Ferrari                      | 19   | 30'39"965    | 1       | 8     |
| 2   | 81 | Oscar Piastri         | McLaren-Mercedes             | 19   | +6"889       | 3       | 7     |
| 3   | 1  | Max Verstappen        | Red Bull Racing-Honda RBPT   | 19   | +9"804       | 2       | 6     |
| 4   | 63 | George Russell        | Mercedes                     | 19   | +11"592      | 5       | 5     |
| 5   | 16 | Charles Leclerc       | Ferrari                      | 19   | +12"190      | 4       | 4     |
| 6   | 22 | Yūki Tsunoda          | Racing Bulls-Honda RBPT      | 19   | +22"288      | 8       | 3     |
| 7   | 12 | Andrea Kimi Antonelli | Mercedes                     | 19   | +23"038      | 7       | 2     |
| 8   | 4  | Lando Norris          | McLaren-Mercedes             | 19   | +23"471      | 6       | 1     |
| 9   | 18 | Lance Stroll          | Aston Martin Aramco-Mercedes | 19   | +24"916      | 10      |       |
| 10  | 14 | Fernando Alonso       | Aston Martin Aramco-Mercedes | 19   | +38"218      | 11      |       |
| 11  | 23 | Alexander Albon       | Williams-Mercedes            | 19   | +39"292      | 9       |       |
| 12  | 10 | Pierre Gasly          | Alpine-Renault               | 19   | +39"649      | 17      |       |
| 13  | 6  | Isack Hadjar          | Racing Bulls-Honda RBPT      | 19   | +42"400      | 15      |       |
| 14  | 30 | Liam Lawson           | Red Bull Racing-Honda RBPT   | 19   | +44"904      | 19      |       |
| 15  | 87 | Oliver Bearman        | Haas-Ferrari                 | 19   | +45"649      | 12      |       |
| 16  | 31 | Esteban Ocon          | Haas-Ferrari                 | 19   | +46"182      | 18      |       |
| 17  | 55 | Carlos Sainz Jr.      | Williams-Mercedes            | 19   | +51"376      | 13      |       |
| 18  | 5  | Gabriel Bortoleto     | Kick Sauber-Ferrari          | 19   | +53"940      | 14      |       |
| 19  | 27 | Nico Hülkenberg       | Kick Sauber-Ferrari          | 19   | +56"682      | PL      |       |
| 20  | 7  | Jack Doohan           | Alpine-Renault               | 19   | +1'10"212    | 16      |       |

## Qualifiche

### Resoconto
Oscar Piastri conquista la prima pole position in carriera. Per la McLaren è la centosessantaseiesima partenza in prima posizione della storia, la seconda della stagione, nonché consecutiva, la terza complessiva nel Gran Premio di Cina e la prima dopo quella nell'edizione 2008 con Hamilton. Per Russell, secondo, è la quindicesima prima fila in carriera. Il britannico non si era mai qualificato più in alto dell'ottava posizione nelle precedenti apparizioni a Shanghai. Egli ottiene la sua quarta partenza in prima fila nelle ultime sei gare. Per Norris la terza posizione è il miglior risultato in qualifica in questo appuntamento. Il britannico è qualificato dietro al compagno di scuderia per la prima volta in nove gare. Russell nega alla McLaren la terza prima fila consecutiva per la prima volta dalla stagione 2007.
Verstappen è qualificato quarto, da una posizione in cui nessun pilota ha mai vinto questo appuntamento. Hamilton è quinto, quattro posizioni più in basso rispetto alla posizione di partenza per la Sprint. Il suo giro in Q3 è stato 0"078 più lento di quello valevole per la pole position per la gara breve. Leclerc è sesto per la seconda edizione consecutiva; il monegasco è qualificato dietro al compagno di scuderia in entrambe le sessioni di qualifiche. Hadjar, settimo, è il debuttante più rapido. Per la Racing Bulls è la posizione più alta di partenza in dodici edizioni. Tsunoda è qualificato alla Q3 per il secondo weekend di gara consecutivo. Albon è decimo, per la sua migliore qualifica dall'edizione 2017. Ocon entra in Q2 qualificandosi otto posizioni più avanti rispetto al Gran Premio d'Australia. La dodicesima posizione di Hülkenberg è la miglior partenza per la Sauber in stagione; il tedesco è qualificato davanti al compagno di squadra Bortoleto per la prima volta. Alonso è qualificato davanti a Stroll per 0"085. La quindicesima posizione di Sainz è la peggior partenza in sette edizioni. Entrambe le Alpine sono eliminate nella prima fase come già accaduto per le qualifiche della Sprint. Bearman è partito davanti al compagno Ocon nella Sprint, ma il francese è qualificato davanti al britannico per la gara. Lawson è il pilota più lento per la seconda sessione di qualifica del weekend.
Piastri, all'ottava prima fila in carriera e alla terza consecutiva, è il centosettesimo pilota in pole position nella storia del mondiale, il quattordicesimo più giovane di sempre, ma il più giovane di nazionalità australiana, il quinto complessivo di questa nazionalità e il primo da Daniel Ricciardo nel Gran Premio del Messico 2018. L'ultimo poleman a partire effettivamente dalla prima posizione fu Russell nel Gran Premio d'Ungheria 2022. Piastri è il primo pilota in pole position nel Gran Premio di Cina alla guida della McLaren dall'edizione 2008 con Hamilton, l'ottavo complessivo in questo appuntamento e il sesto differente nelle altrettante ultime edizioni. Piastri e Russell condividono la prima fila per la prima volta. McLaren e Mercedes occupano la prima fila per la gara dopo che quest'ultima è stata occupata da Ferrari e Red Bull Racing per la Sprint. La partenza al palo è stata ottenuta con un margine di 0"082 dopo che nel precedente Gran Premio d'Australia il distacco fu di 0"084. Il tempo della pole position di 1'30"641 dell'australiano, alla media di 216,498 km/h, rappresenta il rilievo cronometrico più rapido mai realizzato sul circuito di Shanghai. Il precedente primato apparteneva a Hamilton che registrò un tempo di 1'30"849 durante la Qualifica Sprint, alla media di 216,002 km/h, sempre valevole per la partenza al palo.
Sono stati cancellati quattro tempi dai commissari sportivi ai piloti per non aver rispettato i limiti della pista, durante le qualifiche. Si sono visti cancellare il tempo Yūki Tsunoda (curva 14), Jack Doohan (10), Lando Norris (curva 9) e Andrea Kimi Antonelli (curva 16).
Undici piloti non ricevono sanzioni da parte dei commissari sportivi, per non aver rispettato le istruzioni stabilite dalla direzione gara. Essi hanno superato il tempo limite di un minuto e cinquantaquattro secondi valevole tra la seconda linea della safety car e la prima di essa. Yūki Tsunoda nel corso del quarto giro in Q1, Oscar Piastri, George Russell, Lando Norris, Carlos Sainz Jr. e Andrea Kimi Antonelli nel corso dell'ottavo in Q1, Isack Hadjar, Alexander Albon e Liam Lawson nel corso del settimo in Q1, Max Verstappen nel corso del quinto in Q2, e Fernando Alonso nel corso del quattordicesimo in Q2.
Al termine delle qualifiche, Lance Stroll e Oliver Bearman vengono convocati dai commissari sportivi in quanto il britannico ha ostacolato il canadese alla curva 13, nel corso della Q1. Bearman non riceve sanzioni.
Isack Hadjar della Racing Bulls e Max Verstappen della Red Bull Racing vengono convocati in quanto il francese è stato fatto uscire dai meccanici al sopraggiungre dell'olandese, nel corso della Q3. La Racing Bulls viene sanzionata di 5 000 euro da parte della Federazione.

### Risultati
Nella sessione di qualifica si è avuta questa situazione:
| Pos                         | Nº | Pilota                | Costruttore                  | Q1       | Q2       | Q3       | Griglia |
| --------------------------- | -- | --------------------- | ---------------------------- | -------- | -------- | -------- | ------- |
| 1                           | 81 | Oscar Piastri         | McLaren-Mercedes             | 1'31"591 | 1'31"200 | 1'30"641 | 1       |
| 2                           | 63 | George Russell        | Mercedes                     | 1'31"295 | 1'31"307 | 1'30"723 | 2       |
| 3                           | 4  | Lando Norris          | McLaren-Mercedes             | 1'30"983 | 1'30"787 | 1'30"793 | 3       |
| 4                           | 1  | Max Verstappen        | Red Bull Racing-Honda RBPT   | 1'31"424 | 1'31"142 | 1'30"817 | 4       |
| 5                           | 44 | Lewis Hamilton        | Ferrari                      | 1'31"690 | 1'31"501 | 1'30"927 | 5       |
| 6                           | 16 | Charles Leclerc       | Ferrari                      | 1'31"579 | 1'31"450 | 1'31"021 | 6       |
| 7                           | 6  | Isack Hadjar          | Racing Bulls-Honda RBPT      | 1'31"162 | 1'31"253 | 1'31"079 | 7       |
| 8                           | 12 | Andrea Kimi Antonelli | Mercedes                     | 1'31"676 | 1'31"590 | 1'31"103 | 8       |
| 9                           | 22 | Yūki Tsunoda          | Racing Bulls-Honda RBPT      | 1'31"238 | 1'31"260 | 1'31"638 | 9       |
| 10                          | 23 | Alexander Albon       | Williams-Mercedes            | 1'31"503 | 1'31"595 | 1'31"706 | 10      |
| 11                          | 31 | Esteban Ocon          | Haas-Ferrari                 | 1'31"876 | 1'31"625 | N.D.     | 11      |
| 12                          | 27 | Nico Hülkenberg       | Kick Sauber-Ferrari          | 1'31"921 | 1'31"632 | N.D.     | 12      |
| 13                          | 14 | Fernando Alonso       | Aston Martin Aramco-Mercedes | 1'31"719 | 1'31"688 | N.D.     | 13      |
| 14                          | 18 | Lance Stroll          | Aston Martin Aramco-Mercedes | 1'31"923 | 1'31"773 | N.D.     | 14      |
| 15                          | 55 | Carlos Sainz Jr.      | Williams-Mercedes            | 1'31"628 | 1'31"840 | N.D.     | 15      |
| 16                          | 10 | Pierre Gasly          | Alpine-Renault               | 1'31"992 | N.D.     | N.D.     | 16      |
| 17                          | 87 | Oliver Bearman        | Haas-Ferrari                 | 1'32"018 | N.D.     | N.D.     | 17      |
| 18                          | 7  | Jack Doohan           | Alpine-Renault               | 1'32"092 | N.D.     | N.D.     | 18      |
| 19                          | 5  | Gabriel Bortoleto     | Kick Sauber-Ferrari          | 1'32"141 | N.D.     | N.D.     | 19      |
| 20                          | 30 | Liam Lawson           | Red Bull Racing-Honda RBPT   | 1'32"174 | N.D.     | N.D.     | PL      |
| Tempo limite 107%: 1'37"351 |    |                       |                              |          |          |          |         |

In grassetto sono indicate le migliori prestazioni in Q1, Q2 e Q3.

## Gara

### Resoconto
Prima della gara, la vettura di Liam Lawson viene modificata sotto il regime di parco chiuso. Il neozelandese della Red Bull Racing, qualificatosi in ventesima posizione, prende il via dalla pit lane.
Lance Stroll, Oliver Bearman e Liam Lawson decidono di partire con gomme dure, mentre tutti gli altri piloti montano le medie.
Al via Oscar Piastri mantiene la prima posizione e il suo compagno di squadra Lando Norris supera George Russell e si prende il secondo posto. Lewis Hamilton e Charles Leclerc sorpassano entrambi Max Verstappen e sono quindi in quarta e quinta posizione; durante questa fase, Leclerc perde la bandella destra della sua ala anteriore in seguito ad un contatto con il compagno di squadra, ma decide di proseguire la gara senza sostituire l'alettone. Andrea Kimi Antonelli e Yūki Tsunoda superano Isack Hadjar e si prendono rispettivamente la settima e l'ottava posizione.
Nel corso del primo giro Gabriel Bortoleto va lungo alla curva 6 e finisce nella ghiaia della via di fuga; il pilota brasiliano riesce a ripartire e rientra subito ai box al termine del giro per effettuare un pit stop. Durante il quarto giro Fernando Alonso è vittima di un problema all'impianto frenante che lo costringe a rientrare ai box e ritirarsi. Il primo dei piloti in zona punti che sostituisce le gomme è Tsunoda, all'undicesimo giro, seguito da Esteban Ocon, nella stessa tornata, e da Antonelli e Hadjar nel giro successivo; grazie a questa strategia il giapponese della Racing Bulls guadagna la posizione sull'italiano della Mercedes, e il francese della Haas supera il connazionale della Racing Bulls, il quale viene anche passato da Pierre Gasly. Durante il quattordicesimo giro Ocon sorpassa anche Antonelli alla curva 14.
Hamilton e Verstappen effettuano la loro sosta al tredicesimo giro, seguiti dal leader della gara Piastri e da Russell nella tornata successiva. Durante il quindicesimo giro cambiano le gomme anche Norris e Leclerc; il pilota britannico della McLaren rientra in pista dietro al connazionale della Mercedes, mentre il monegasco della Ferrari mantiene la posizione su Verstappen. Tuttavia, Norris si riprende la posizione su Russell al diciottesimo giro. Leclerc mostra un passo gara migliore rispetto ad Hamilton e perciò la Ferrari decide di scambiare le posizioni dei suoi due piloti e la manovra si concretizza al ventunesimo giro; il monegasco sale così in quarta posizione. Nei giri seguenti Leclerc si avvicina a Russell ed entra in zona DRS con il britannico; il ferrarista non riesce però a superare il pilota della Mercedes. Piastri incrementa il suo vantaggio su Norris, che si assesta intorno a circa quattro secondi.  
Gli ultimi due piloti che effettuano la prima sosta sono Bearman e Stroll, partiti con le gomme dure, i quali si fermano rispettivamente al ventiseiesimo e al trentaseiesimo giro. Il britannico della Haas, rientrato in pista diciassettesimo, nei giri seguenti guadagna tre posizioni sorpassando Lawson, Jack Doohan e Carlos Sainz Jr., e supera anche il canadese dell'Aston Martin, dopo la sosta di quest'ultimo. Nel frattempo, le due Racing Bulls decidono di effettuare una seconda sosta e rientrano in pista quindicesima e sedicesima. Al trentasettesimo giro Hamilton effettua la sua seconda sosta e rientra in pista sesto, perdendo la posizione su Verstappen. All'inizio del quarantesimo giro Bearman sorpassa Gasly ed entra in zona punti. Durante la quarantaseiesima tornata l'ala anteriore di Tsunoda si danneggia e costringe il pilota giapponese ad un'ulteriore sosta ai box.
Con il passare dei giri, Leclerc perde nuovamente terreno da Russell e arriva ad accumulare un distacco di circa quattro secondi dal britannico della Mercedes. Verstappen inizia a recuperare il distacco dal monegasco e al cinquantatreesimo giro lo sorpassa, prendendosi la quarta posizione. Negli ultimi giri Norris comincia ad avere problemi al pedale del freno e perciò è costretto a rallentare vistosamente, tanto da venir quasi raggiunto da Russell durante l'ultimo giro; il pilota della McLaren riesce comunque a chiudere la gara in seconda posizione, dietro al compagno di squadra Piastri. Dopo la gara, verranno squalificati Leclerc e Gasly, giunti al traguardo rispettivamente quinto e undicesimo, in quanto le loro macchine sono state trovate al di sotto del peso minimo stabilito dal regolamento tecnico; verrà sottoposto alla medesima sanzione anche Hamilton, arrivato sesto, a causa dell'eccessivo consumo del fondo della vettura.
Oscar Piastri vince il terzo Gran Premio in carriera. Per la McLaren è la centonovantunesima vittoria della propria storia, la seconda del campionato nonché consecutiva, la quarta nel Gran Premio di Cina e la prima da quella dell'edizione 2011 con Hamilton. Per Norris, secondo come nell'edizione precedente, è il ventottesimo podio e il terzo consecutivo. Per quattordici volte sul numero totale di podi Norris ha concluso al secondo posto. Russell, terzo, ottiene il diciassettesimo podio in carriera, e per la dodicesima volta sul numero totale di podi è terzo. Il britannico della Mercedes termina a podio per la seconda gara consecutiva per la prima volta dal 2022.
La quinta posizione di Ocon è il miglior risultato di sempre per la Haas non Gran Premio di Cina. Antonelli, sesto, ha ottenuto punti in entrambe le gare disputate finora. Con l'ottava posizione di Bearman, la scuderia statunitense ottiene punti con entrambe le vetture dopo essersi classificate ultime nel precedente Gran Premio d'Australia. Albon, settimo, ha condotto la gara, per un giro, nel giorno del suo compleanno, diventando il nono pilota dells storia a riuscirci. Esso è stato il primo giro ufficiale della Williams in testa dal Gran Premio di Gran Bretagna 2015. Due adolescenti (Antonelli e Bearman) ottengono punti nella stessa gara per la seconda volta in assoluto dopo il Gran Premio d'Italia 2017 con Verstappen e Stroll. Alonso è ritirato a causa di un problema ai freni, ed è l'unico pilota senza aver portato a termine una gara in stagione.
Piastri, all'undicesimo podio in carriera, è l'undicesimo pilota su diciotto edizioni della gara a trionfare, il quarto differente nelle ultime quattro edizioni, il secondo australiano dopo Daniel Ricciardo nel 2018, e il primo alla guida della McLaren dopo Hamilton nel 2011. Piastri segna la ventottesima gara a punti, per la serie attiva più lunga nella categoria, e trionfa nel terzo Gran Premio differente. La scuderia di Woking eguaglia i successi della Ferrari nel Gran Premio di Cina, e segna la cinquantesima doppietta nella categoria, la seconda in questo appuntamento dopo quella del 2010. La McLaren non registrava una doppietta così presto in stagione dal 2007, ottenuta ugualmente alla seconda gara. Il team leader della classifica costruttori vince la terza gara consecutiva considerando l'ultima della passata stagione. Per la Mercedes è il trecentesimo podio.
Il premio del pilota del giorno è assegnato per la prima volta ad Antonelli, il ventottesimo pilota diverso dall'introduzione del riconoscimento nella stagione 2016, nonché l'unico pilota italiano. È stato il secondo più veloce Gran Premio di Cina sul tempo della distanza di gara dopo l'edizione inaugurale del 2004, corso alla media di 201,326 km/h. La corsa viene vinta per l'undicesima volta dalla prima posizione (61,11%). Piastri, Norris e Russell condividono il podio per la prima volta. I meccanici della Ferrari stabiliscono il primato stagionale di tempo per una sosta ai box durante un pit stop di Leclerc, con 2"05. Il precedente record apparteneva sempre alla scuderia italiana per una sosta ai box sempre del monegasco con 2"32 nel precedente Gran Premio d'Australia. Anche la Racing Bulls, in due occasioni per una sosta di Tsunoda (2"08 e 2"28), la Red Bull Racing, per una sosta di Verstappen (2"15), e la McLaren, per una sosta di Norris (2"27), battono il tempo record stabilito a Melbourne. Il Gran Premio segna la doppia squalifica per un costruttore dopo la Renault nel Gran Premio del Giappone 2019, la prima corsa a figurare più di due squalifiche dal Gran Premio del Canada 2004, e la prima volta nella propria storia che la Ferrari ha due vetture squalificate dalla gara. Norris conduce la classifica piloti con otto punti di vantaggio su Verstappen.
Sono stati cancellati cinque tempi dai commissari sportivi ai piloti per non aver rispettato i limiti della pista, durante la gara. Si sono visti cancellare il tempo due volte Isack Hadjar (curva 10 e 14), una volta Gabriel Bortoleto (curva 4), Yūki Tsunoda e Jack Doohan (curva 14).

### Risultati
I risultati del Gran Premio sono i seguenti:
| Pos | Nº | Pilota                | Costruttore                  | Giri | Tempo/Ritiro     | Griglia | Punti |
| --- | -- | --------------------- | ---------------------------- | ---- | ---------------- | ------- | ----- |
| 1   | 81 | Oscar Piastri         | McLaren-Mercedes             | 56   | 1h30'55"026      | 1       | 25    |
| 2   | 4  | Lando Norris          | McLaren-Mercedes             | 56   | +9"748           | 3       | 18    |
| 3   | 63 | George Russell        | Mercedes                     | 56   | +11"097          | 2       | 15    |
| 4   | 1  | Max Verstappen        | Red Bull Racing-Honda RBPT   | 56   | +16"656          | 4       | 12    |
| 5   | 31 | Esteban Ocon          | Haas-Ferrari                 | 56   | +49"969          | 11      | 10    |
| 6   | 12 | Andrea Kimi Antonelli | Mercedes                     | 56   | +53"748          | 8       | 8     |
| 7   | 23 | Alexander Albon       | Williams-Mercedes            | 56   | +56"321          | 10      | 6     |
| 8   | 87 | Oliver Bearman        | Haas-Ferrari                 | 56   | +1'01"303        | 17      | 4     |
| 9   | 18 | Lance Stroll          | Aston Martin Aramco-Mercedes | 56   | +1'10"204        | 14      | 2     |
| 10  | 55 | Carlos Sainz Jr.      | Williams-Mercedes            | 56   | +1'16"387        | 15      | 1     |
| 11  | 6  | Isack Hadjar          | Racing Bulls-Honda RBPT      | 56   | +1'18"875        | 7       |       |
| 12  | 30 | Liam Lawson           | Red Bull Racing-Honda RBPT   | 56   | +1'21"147        | PL      |       |
| 13  | 7  | Jack Doohan           | Alpine-Renault               | 56   | +1'28"401        | 18      |       |
| 14  | 5  | Gabriel Bortoleto     | Kick Sauber-Ferrari          | 55   | +1 giro          | 19      |       |
| 15  | 27 | Nico Hülkenberg       | Kick Sauber-Ferrari          | 55   | +1 giro          | 12      |       |
| 16  | 22 | Yūki Tsunoda          | Racing Bulls-Honda RBPT      | 55   | +1 giro          | 9       |       |
| Rit | 14 | Fernando Alonso       | Aston Martin Aramco-Mercedes | 4    | Freni            | 13      |       |
| SQ  | 16 | Charles Leclerc       | Ferrari                      | 56   | Peso vettura     | 6       |       |
| SQ  | 44 | Lewis Hamilton        | Ferrari                      | 56   | Fondo irregolare | 5       |       |
| SQ  | 10 | Pierre Gasly          | Alpine-Renault               | 56   | Peso vettura     | 16      |       |

## Classifiche mondiali

### Piloti
| Pos | Pilota                | Punti |
| --- | --------------------- | ----- |
| 1   | Lando Norris          | 44    |
| 2   | Max Verstappen        | 36    |
| 3   | George Russell        | 35    |
| 4   | Oscar Piastri         | 34    |
| 5   | Andrea Kimi Antonelli | 22    |
| 6   | Alexander Albon       | 16    |
| 7   | Esteban Ocon          | 10    |
| 8   | Lance Stroll          | 10    |
| 9   | Lewis Hamilton        | 9     |
| 10  | Charles Leclerc       | 8     |
| 11  | Nico Hülkenberg       | 6     |
| 12  | Oliver Bearman        | 4     |
| 13  | Yūki Tsunoda          | 3     |
| 14  | Carlos Sainz Jr.      | 1     |

### Costruttori
| Pos | Costruttore                  | Punti |
| --- | ---------------------------- | ----- |
| 1   | McLaren-Mercedes             | 78    |
| 2   | Mercedes                     | 57    |
| 3   | Red Bull Racing-Honda RBPT   | 36    |
| 4   | Williams-Mercedes            | 17    |
| 5   | Ferrari                      | 17    |
| 6   | Haas-Ferrari                 | 14    |
| 7   | Aston Martin Aramco-Mercedes | 10    |
| 8   | Kick Sauber-Ferrari          | 6     |
| 9   | Racing Bulls-Honda RBPT      | 3     |

## Decisioni della FIA
Dopo le verifiche da parte della Federazione effettuate al termine della gara, le vetture del monegasco della Ferrari Charles Leclerc e del francese dell'Alpine Pierre Gasly presentano un peso di 799 kg, uno in meno rispetto al minimo consentito secondo il regolamento tecnico. Entrambi i piloti vengono convocati dai commissari sportivi. Leclerc, quinto, e Gasly, undicesimo, vengono squalificati dalla classifica del Gran Premio.
La vettura del britannico Lewis Hamilton della Ferrari presenta un'usura eccessiva al fondo. Le misure registrate equivalgono ad uno spessore inferiore ai 9 mm richiesti secondo il regolamento tecnico. Hamilton viene convocato dai commissari sportivi. Hamilton, sesto, viene squalificato dalla classifica del Gran Premio.
L'australiano Jack Doohan dell'Alpine è stato penalizzato di dieci secondi sul tempo di gara e di due punti sulla superlicenza per aver forzato fuori dal tracciato il francese Isack Hadjar della Racing Bulls in fase di duello, alla curva 14. Doohan, quattordicesimo all'arrivo, guadagna una posizione a seguito delle squalifiche di Leclerc, Gasly e Hamilton.
Il brasiliano Gabriel Bortoleto e il tedesco Nico Hülkenberg della Sauber, insieme al giapponese Yūki Tsunoda della Racing Bulls e al thailandese Alexander Albon della Williams, ricevono un avvertimento da parte dei commissari sportivi per aver effettuato, durante i giri di ricognizione prima di schierarsi in griglia, una prova di partenza in una posizione diversa da quella stabilita dalla direzione gara.